# Sumatra
Sumatra er en ø i det vestlige Indonesien, den vestligste af Sundaøerne. Det er den største ø, der er helt indonesisk (Borneo og Ny Guinea er større, men kun delvis indonesiske) og den sjettestørste ø i verden med et areal på ca. 470.000 km². Øen er verdens fjerde mest befolkede ø.

## Etymologi
Øen var i oldtiden kendt ved sanskritnavnene Swarnadwīpa, der betyder "Guld-øen", og Swarnabhūmi, der betyder "Guld-landet", sidstnævnte på grund af guldforekomster i øens højland. Første gang, man støder på navnet Sumatra, er i forbindelse med en udsending til Kina i 1017 fra shrivijayaernes konge, Sumatrabhumi ("Konge over Sumatralandet"). Arabiske geografer omtalte i 10.-13. århundrede øen som Lamri, der refererer til et kongedømme beliggende omkring det nuværende Banda Aceh, som var det naturlige anløbssted for handelsskibe. I slutningen af det 14. århundrede blev det almindeligt at kalde øen for Sumatra efter det muslimske kongerige på øen ved navn Samudera (også kaldet Pasai). I det 19. århundrede fandt europæiske skribenter ud af, at øens oprindelige befolkning ikke havde noget navn for øen.

## Historie
Folk, der talte austronesiske sprog, ankom første gang til Sumatra omkring 500 f.Kr. i forbindelse med austronesernes ekspansion fra Taiwan til Sydøstasien. Med placering på søhandelsruten mellem Indien og Kina blomstrede mange byer på øen, især på østsiden, og de blev påvirket af især indisk religion. Blandt de tidligste kendte riger var Kantoli, der havde sin storhedstid i det 5. århundrede e.Kr. Senere fulgte kejserdømmet Shrivijaya og kongedømmet Samudera. 
Shrivijaya var et buddhistisk rige med centrum omkring nutidens Palembang og udbredte malajisk kultur over hele øen gennem sin stærke handelsposition. Riget var et thalassokrati (søfartsmagt), der udvidede sit område fra ø til ø. Palembang var det intellektuelle centrum, og det var her den kinesiske buddhistiske pilgrim I Ching studerede sanskrit, før han i år 671 fortsatte til Indien. På sin vej fra Kina tilbragte han fire år i byen med at oversætte buddhistiske tekster og skrive egne manuskripter. 
I det 11. århundrede dalede Shrivijayas betydning efter et nederlag til Choladynastiet i det sydlige Indien. Dette betød adgang for andre folkeslag, især javanesiske riger som Singhasari og Majapahit. På samme tid var islam på vej mod området via arabiske og indiske handelsfolk. I slutningen af det 13. århundrede var herskeren i Samudera konverteret til islam. Det var på samme tid, at Marco Polo (1292) og Ibn Battusta (1345 og 1346) besøgte øen. Samudera blev afløst af det magtfulde Aceh-sultanat, der bevarede magten helt til det 20. århundrede. Med hollændernes ankomst faldt efterhånden en række af de mindre prinsestater i deres magt, men Aceh var så magtfuld, at hollænderne til sidst tyede til krig mod sultanatet, der blev dyr og langvarig (1873-1903).
Da Indonesien lige efter afslutningen af anden verdenskrig blev selvstændig, blev Sumatra en del af denne nation og har været det siden. Blandt de senere års mest opsigtsvækkende tildragelser på øen var tsunamien i 2004, der fulgte efter et jordskælv i Det Indiske Ocean. Alene på Sumatra omkom over 170.000 mennesker i den forbindelse, først og fremmest i Aceh.  

## Geografi
Sumatra befinder sig i den nordøstlige del af Det Indiske Ocean. Sydøst for øen ligger Java på den anden side af  Sundastrædet, nord for øen ligger Malayahalvøen adskilt af  Malaccastrædet, mod øst ligger Borneo på den anden side af  Karimatastrædet, og vestfor ligger Det Indiske Ocean. 
Øens længde fra nordøst til sydvest er på ca. 1790 km og bredden ca. 435 km. Omtrent på midten af længdeaksen krydses ækvator. Øens indre er præget af to forskellige geografiske områder: Barisanbjergene i vest og sumpområder i øst. Cirka i midten af Barisanbjergene finder man vulkanen Kerinci, der med 3.805 m er øens højeste punkt. Vulkansk aktivitet herfra har beriget området med frodig agerland og smukke naturscenerier, fx ved Tobasøen. I bjergene er der forekomster af kul og guld. Mod øst bringer store floder silt ned fra bjergene og skaber et stort lavland præget af sumpe. I dette område er agerbrug ikke særlig betydningsfuld, men der er stor produktion af olie her, både i form af råolie fra undergrunden og som palmeolie.
På Sumatra produceres størstedelen af den indonesiske kaffe. På små gårde i højlandet er det især arabica-kaffe, der produceres, mens der i lavlandet først og fremmest dyrkes robusta-kaffe. Tidligere var store dele af øen dækket af tropisk regnskov, men rovhugst har bevirket, at disse skovområder er stærkt truet.

## Demografi
På Sumatra bor der cirka 45 millioner mennesker, hvilket giver en befolkningstæthed på 96 indbyggere pr. km², hvilket ikke er særlig tæt sammenlignet med naboøen Java. Det er dog den ø i verden, der har fjerdeflest indbyggere. Befolkningskoncentrationen er størst i nord og i det centrale højland mod vest. De to største byområder er Medan i nord og Palembang i syd. 
Befolkningen er delt i en række etniske grupper og taler 52 forskellige sprog. Mange af disse er dog tætbeslægtede, og kulturelt er der ikke så store forskelle, som man måske skulle tro. Mod øst tales der primært malajisk, mens der i højlandet og mod syd tales malajiskbeslægtede sprog, blandt andet lampung- og minangkabaufolkene. I højlandet mod nord finder man batakker, mens nordkysten domineres af acehnesere. Kinesere finder man som minoritet i de fleste byer. 
Islam er den dominerende religion på øen (87%), mens mindre grupper er kristne (10%), buddhister (2%) og hinduister (1%).

## Natur
Sumatra er hjemsted for en lang række planter og dyr, og der kendes sytten endemiske plantearter på øen. Blandt de planter, der er særlige for øen, kan nævnes sumatrafyr, den eneste fyrart, der findes syd for Ækvator, Rafflesia arnoldii, der har verdens største individuelle blomst på næsten 1 m i diameter, samt Amorphophallus titanum ("ligblomst"), der har den største blomsterstand i verden og i øvrigt lugter forfærdeligt (deraf øgenavnet). 
Man kan finde 201 arter af pattedyr samt 580 arter af fugle på Sumatra. Ni arter er endemiske for øen, og derudover er der 14 endemiske arter på de nærtliggende Mentawaiøer. Blandt de større pattedyr, man kan finde på øen, kan nævnes sumatratiger, sumatraorangutang, sumatranæsehorn, dhole og skaberaktapir. 
Da øen har mistet omkring 55% af sin naturlige skovforekomst siden 1985, er mange dyre- og plantearter udryddelsestruede. I 2008 offentliggjorde den indonesiske regering en plan, der skal beskytte Sumatras tilbageværende skovområder. Det har dog ikke forhindret anlæggelsen af illegale veje tværs gennem tigrenes vigtigste leveområde af firmaer, der udnytter naturrigdommene til det yderste. 
På øen findes ti nationalparker, hvoraf de tre indgår i verdensarvsområdet kaldet Tropiske Regnskove på Sumatra (Gunung Leuser Nationalpark, Kerinci Seblat Nationalpark og Bukit Barisan Selatan Nationalpark).